# 拉-蒙德朗
拉-蒙德朗（法語：Laà-Mondrans，法語發音：[la mɔ̃dʁɑ̃]）是法国大西洋比利牛斯省的一个市镇，位于该省北部偏西，属于波城区。该市镇由拉（Laà）和蒙德朗斯（Mondrans）等村庄组成。

## 地理
拉-蒙德朗（43°27'6"N, 0°46'24"W）面积6.1 平方千米，位于法国新阿基坦大区大西洋比利牛斯省，该省份为法国东南部省份，涵盖了贝阿恩与北巴斯克，西临大西洋比斯開灣，北至朗德省，东北接热尔省，东临上比利牛斯省，南与西班牙接壤。
与拉-蒙德朗接壤的市镇（或旧市镇、城区）包括：比龙、卡斯泰特内、卢比安、奥尔泰兹、奥藏克斯-蒙泰斯特吕克。
拉-蒙德朗的时区为UTC+01:00、UTC+02:00（夏令时）。

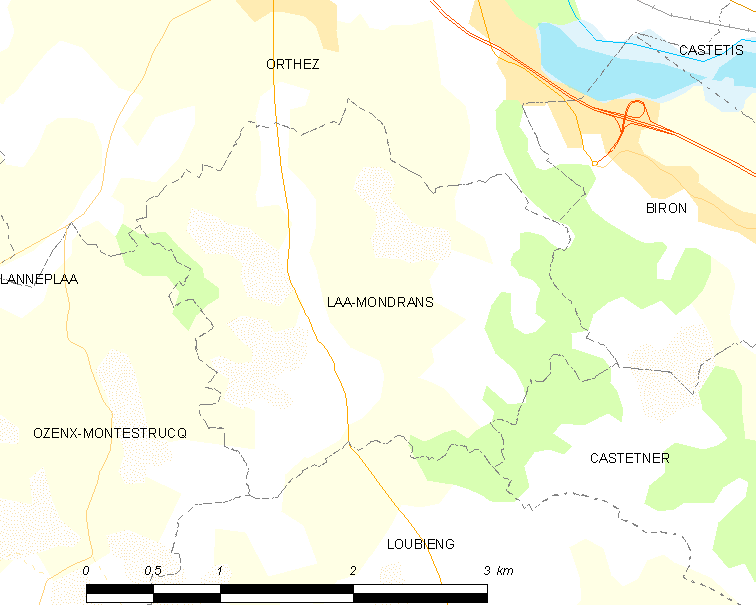
拉-蒙德朗的OSM定位图

## 行政
拉-蒙德朗的邮政编码为64300，INSEE市镇编码为64286。

## 政治
拉-蒙德朗所属的省级选区为贝阿恩中心县。

## 交通
大西洋比利牛斯省省道D947线经过境内。

## 人口

1962-2008年间拉-蒙德朗人口变化图示

拉-蒙德朗于2022年1月1日时的人口数量为428人。